# Datana contracta
Datana contracta (tên tiếng Anh: Contracted Datana) là một loài bướm đêm thuộc họ Notodontidae. Nó được tìm thấy ở Maine to Florida phía tây đến Arkansas và Wisconsin.
Sải cánh dài 35–50 mm.
Ấu trùng được ghi nhận ăn foliage of blueberries, hickories, cây sồis, sycamore, và witch-hazel. Tại Alabama, nó cũng được tìm thấy trên laurel và sawtooth cây sồis.